# 余宥樂
余宥樂（英語：Louis Yu，1992年06月20日—），台灣男演員，2007年出演公視人生劇展《拳擊手套布娃娃》擔綱男主角，開始從事演藝工作，後亦陸續參演多部戲劇。 

## 影視作品

### 電影
- 2015年 中國大陸電影：《大宅門》

### 電視劇
| 首播年份 | 播出頻道   | 劇名                      | 飾演   |
| -------- | ---------- | ------------------------- | ------ |
| 2007年   | 公視       | 《拳擊手套布娃娃》        | 盧奇弘 |
| 2014年   | 大愛       | 《我們這一家》            | 吳峰銘 |
| 2014年   | 大愛       | 《光合一加一》            | 尹書偉 |
| 2015年   | 無綫電視   | 《衝線》                  | 公關   |
| 2017年   | 大愛       | 《稻香家味》              | 林信宇 |
| 2019年   | 大愛       | 《掌中人生》              | 李翔年 |
| 2019年   | 大愛       | 《最美的相遇》            | 陳怡誠 |
| 2019年   | 三立台灣台 | 《戲說台灣-月老收姻緣煞》 | 楊世英 |
| 2020年   | 中天綜合台 | 《腦波小姐》              | 魏文生 |
| 2023年   | 民視       | 《市井豪門》              | 洪品樂 |
| 2024年   | 三立台灣台 | 《願望》                  |        |

## 外部連結
- （繁體中文）余宥樂的Facebook專頁
- （繁體中文）余宥樂的新浪微博
- （繁體中文）余宥樂的Instagram帳戶
- 鳳凰藝能－余宥樂 （页面存档备份，存于）